# Čaklov
Čaklov – wieś i gmina (obec) w powiecie Vranov nad Topľou, w kraju preszowskim na Słowacji.

## Historia
Pierwsze pisemne wzmianki na temat wsi pochodzą z 1282 roku.